# Спутник-5
«Спу́тник-5» — второй советский космический корабль серии «Спутник», запущенный 19 августа 1960 года с космодрома «Байконур» (стартовый комплекс № 1). «Спутник-5» — западное название аппарата. 2-й корабль-спутник — прототип корабля «Восток», использовавшегося для первого космического полёта человека в космос (1-й корабль-спутник — первый прототип — «Спутник-4»). Во время полёта на борту «Спутника-5» находились животные (собаки Белка и Стрелка, 40 мышей, 2 крысы) и растения. 20 августа аппарат благополучно приземлился. Полёт продолжался более 25 часов. За это время корабль совершил 17 полных витков вокруг Земли. Это был первый космический аппарат в истории космонавтики, вернувший живых существ из орбитального полёта на Землю.

## Экипаж
С целью научного исследования влияния факторов космического полёта на организмы животных и других биологических объектов и проведения нескольких медико-биологических экспериментов, на борту космического корабля «Спутник-5» во время полёта находились:
- беспородные собаки Белка и Стрелка (каждая в возрасте около двух с половиной лет),
- 40 мышей,
- 2 крысы,
- растения.

Согласно отдельным источникам, на борту «Спутника-5» был также кролик.

## Параметры полёта
- Масса: 4600 кг
- Перигей: 287 км
- Апогей: 324 км
- Наклонение: 64,95°
- Период: 90,72 минуты
- NSSDC ID: 1960-011A

## Детали полёта
Немецкая радиостанция в Бонне одной из первых услышала сигнал от спутника. На третьем витке это подтвердила шведская радиостанция.
Спутник вывел на орбиту живой груз — собак Белку и Стрелку, 40 мышей, 2 крысы и ряд растений. Аппарат с выжившими животными успешно вернулся на землю на следующий день. Спутник был оборудован телекамерой, снимавшей поведение собак в полёте.
Вскоре после приземления у Стрелки родились шесть здоровых щенков. Одного из них попросил лично Никита Сергеевич Хрущёв. Он отправил его в подарок Каролин Кеннеди, дочери президента США Джона Кеннеди.